# 105-mm-Armata wz. 29
Die 105-mm-Armata wz. 29 war eine für Polen in der Zwischenkriegszeit von der französischen Firma Schneider entwickelte Kanone. Dieses Geschütz kam in den Kämpfen mit der deutschen Wehrmacht 1939 zum Einsatz und wurde im weiteren Verlauf des Zweiten Weltkrieges von der Wehrmacht und der finnischen Armee eingesetzt.

## Vorgeschichte
Nachdem die westlichen Alliierten die Mittelmächte im Ersten Weltkrieg geschlagen hatten, wurde entschieden, dass ein neuer polnischer Staat gegründet werden sollten. Zuvor war das polnische Territorium zwischen dem Deutschen Reich, Österreich-Ungarn und Russland aufgeteilt gewesen. Die neu aufgestellten polnischen Streitkräfte waren mit einer Mischung aus deutschen, russischen und österreich-ungarischen Waffen der Nationalstaaten, unter denen Polen aufgeteilt war, ausgerüstet. Die historisch gute Verbindung zwischen Frankreich und Polen führte dazu, dass man nach dem Ende des Krieges beim Aufbau der polnischen Streitkräfte aus Frankreich erhebliche Hilfestellung erhielt. Während des polnisch-russischen Krieges wurden wiederum im Jahr 1920 große Mengen an russischer Ausrüstung erbeutet, als die polnische Armee in der Schlacht von Warschau im Jahr 1920 die Rote Armee besiegte.

## Entwicklung

### Ursprung
Gelegentlich wird die Herkunft der 105-mm-Armata wz. 29 auf die 105-mm-Armata wz. 13 zurückgeführt, welche als gleiches Kaliber zuvor bei der polnischen Armee eingeführt worden war. Beide Geschütze entstammen der Entwicklungsabteilung des französischen Rüstungsherstellers Schneider. Doch zeigt der Entwurf der wz. 29 einige auffällige Änderungen, die verdeutlichen, dass es sich hier nicht um eine simple Überarbeitung eines alten Geschütz handelt.

### Neue Konzeption
Nachdem der Bedarf der französischen Armee nach dem Ersten Weltkrieg durch den Bestand gedeckt war, musste sich Schneider-Creusot andere Absatzmärkte für seine Geschütze suchen. Viele kleinere und neue Staaten begannen sich mit modernen Geschützen auszurüsten. Die Entwürfe von Schneider waren an die Situation in den 1920er Jahren angepasst und die Erfahrungen der Jahre 1914 bis 1918 flossen in die neuen Modelle ein. Auch konnte produktionstechnisch durch neue Techniken ein Fortschritt erreicht werden.
Um den Seitenrichtbereich zu vergrößern wurden bei den Entwürfen dieser Zeit vermehrt eine Spreizlafette verwendet. Die Armeen in den Exportländern verfügten kaum über eine Motorisierung so wurden weiterhin Holzspeichenräder mit Stahlreifen für den bespannten Transport verwendet. Die neue Technik fand sich in einem verbesserten hydropneumatischen Vorhol- und Rücklaufbremsmechanismus, einem neuen unterbrochenen Schraubverschluss, veränderten Zügen, einem längeren Rohr und der Einführung eines Schutzschild.

## Technische Beschreibung
Die 105-mm-Armata wz. 29 war ein für die 1920er Jahre modernes Geschütz mit Spreizlafette, welche einen Seitenrichtbereich von je 25° zu jeder Seite ermöglichte und den typische Höhenrichtbereich einer Kanone von bis zu 43° Erhöhung ermöglichte. Erkennbar ist, dass die Idee der Panzerbekämpfung oder der direkte Schuss aus einer Hinterhangstellung nicht bedacht wurde, da kein negativer Richtbereich unterhalb von 0° möglich war. Der neue unterbrochene Schraubenverschluss ermöglichte den Einsatz von getrennter Munition bestehend aus Geschoss und Beutelkartusche, wodurch gegenüber der wz. 13 eine größere Treibladung möglich wurde. Hierdurch erhielten die Geschosse eine größere Mündungsgeschwindigkeit und eine größere Reichweite als beim Vorgängergeschütz. Durch die getrennte Munition konnte jedoch nur eine Kadenz von 6 Schuss pro Minute erzielt werden.

## Produktion
Von 1929 bis 1935 wurden ca. 96 bis 104 wz.29 von Schneider an die polnischen Streitkräfte geliefert. Ab 1937 begann eine Fertigung im Staatlichen Arsenal Starachowice in Polen, da eine Lizenz für das Geschütz erworben worden war. Doch die Produktion lief langsam und es wurden nur vier Geschütze pro Monat ausgeliefert.
Als der Zweite Weltkrieg begann, war bereits geplant, dass bis Ende 1939 ein neues Werk in Stalow Wola mit in die Fertigung einsteigen sollte und bis zum Ende des Jahres noch 32 Geschütze liefern sollte. Für das Folgejahr war dort die Fertigung von weiteren 44 Geschützen dieses Typs vorgesehen.
Es fehlen Unterlagen, aus denen detailliert entnommen werden kann, welcher Bestand bei Kriegsbeginn vorhanden war, doch anhand von vorhandenen Aufzeichnungen wurde berechnet, das Polen in seinen schweren Artillerieregimentern über 124 wz. 29 verfügte, was das Geschütz mit der wz. 13 zur Standardkanone der weitreichenden Artillerie machte.

## Einsatz
Die 105-mm-Armata wz. 29 gehörte 1939 zur allgemeinen Ausrüstung der polnischen Artillerie. Da das Modell nur nach Polen verkauft wurde, sind alle Geschütze nach Abschluss der Kämpfe in Polen im Herbst 1939 in der Hand der deutschen Wehrmacht gewesen, welche einige Geschütze nach Finnland abgab.

### Polen
Bereits während des Ersten Weltkrieges war die wz. 13, also die Canon de 105 mle 1913 Schneider mit polnischen Einheiten in Frankreich zum Einsatz gekommen. Nach dem Ende des Krieges nahmen die beiden schweren polnischen Artillerieregimenter diese Geschütze mit nach Polen. Weitere 12 sehr vergleichbare italienische Cannone da 105/28 wurden im Frühjahr 1919 von Italien angekauft.
Ab 1929 kamen dann die neuen Geschütze von Schneider zum Bestand an 105-mm-Feldkanonen hinzu. Wobei die frühen Modelle ausschließlich mit Protze als Gespanne mit acht Pferden bewegt wurden. Ende der 1930er Jahre kam zunehmend der Wunsch auf die Geschütze auch im Kraftzug zu bewegen die ersten Zugfahrzeuge waren Citroën-Kégresse P14 und C4P Halbkettenschlepper.
Die Aufgabe der wz. 13, der italienischen 105er und der wz. 29 war der klassische Artilleriekampf. Hierbei sollten rückwärtige gegnerische Artilleriestellungen ausgeschaltet werden. Die bei der sowjetischen Armee noch im Bestand befindlichen, modernisierten 122-mm- und 152-mm-Haubitzen des Ersten Weltkrieges waren dabei in der Reichweite unterlegen, doch die modernisierten 107-mm-Kanonen Modell 1910/30 schossen weiter als die wz. 29. Während der schnellen Operationen der ersten Kriegstage in Polen, war die Masse der 105-mm-Kanonen kaum in der Lage den schnellen Frontbewegungen zu folgen, da Anspannen und Abspannen zeitaufwendige Vorgänge waren. So fiel eine größere Zahl der Geschütze letztlich ohne größere Beschädigung in die Hände der Wehrmacht.

### 10,5-cm-Kanone 13 (p) und 10,5-cm-Kanone 29 (p)
Nach Abschluss des 36-tägigen Angriffs auf Polen sichtete die Wehrmacht die Kriegsbeute und eine größere Anzahl, von der Wehrmacht als 10,5 cm K 13(p) und 10,5 cm K 29(p) bezeichnete Geschütze, wurde in verwendungsfähigem Zustand erbeutet.
Der überwiegende Teil der Geschütze war nicht für den Kraftzug vorbereitet und der Munitionsbestand war begrenzt, so wurden die meisten Geschütze zur Küstensicherung verwendet.
Später ging eine Anzahl der Geschütze an die verbündete finnische Armee.

### Finnland
Während des sowjetisch-finnischen Winterkrieges kaufte Finnland 12 Canon de 105 mle 13 in Frankreich. Weitere 6 erbeutete russische 107-mm-Kanonen Modell 1910 erhielten neue 105-mm Rohre und wurden als 105 K/10 ins finnische Arsenal übernommen. Die mle 1913 war aus dem für Russland produzierten Modell 1910 entwickelt worden und hatte einige Gemeinsamkeiten.
Im Jahr 1940 wollten die finnischen Streitkräfte weitere Geschütze kaufen, um für einen künftigen Kampf gegen die Sowjetunion vorbereitet sein. Das Deutsche Reich war bereit, eine größere Anzahl der in Polen erbeuteten wz. 29 abzugeben und stimmte dem Verkauf von 54 Geschützen zu. Diese trafen zum einen mit den Frachtern Inga (40 Geschütze) am 2. Oktober 1940 und zum anderen mit dem Frachter Widor am 9. Oktober 1940 in Finnland ein. Während des Fortsetzungskrieges kamen diese Geschütze als 105 K/29 in fünf schweren Artilleriebataillonen zum Einsatz. Zur Verbesserung der Transportsituation wurden die meisten Geschütze mit neuer Federung und Stahlfelgen mit Gummireifen nachgerüstet. Während der Rückzugskämpfe des Jahres 1944 gingen 8 Geschütze verloren und nach dem Zweiten Weltkrieg wurden die restlichen Geschütze in die Reserve übernommen. Später wurden die Geschütze vollständig aus dem Truppendienst genommen.

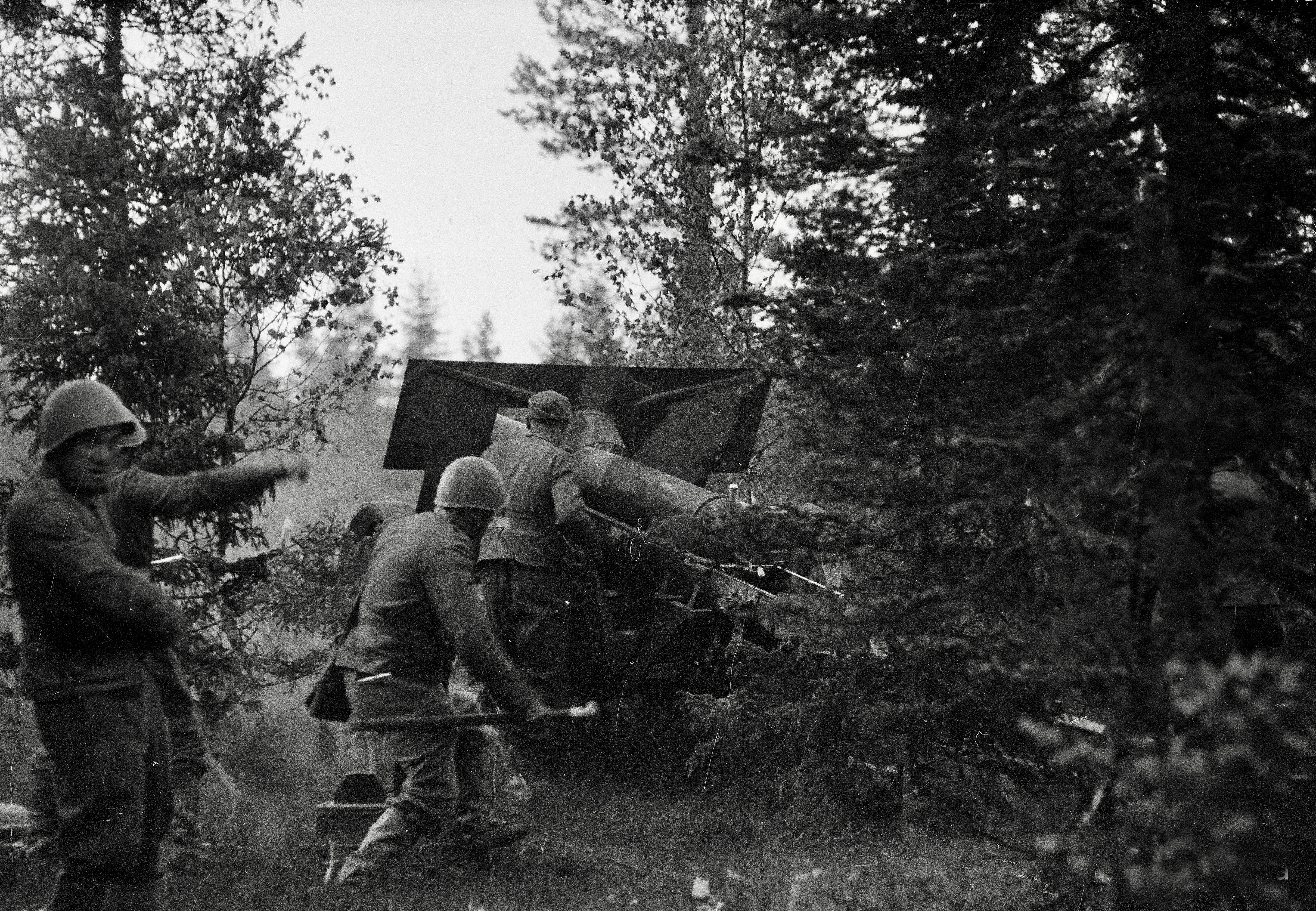
105 K/29 im Einsatz bei Varsonvaara/Finnland
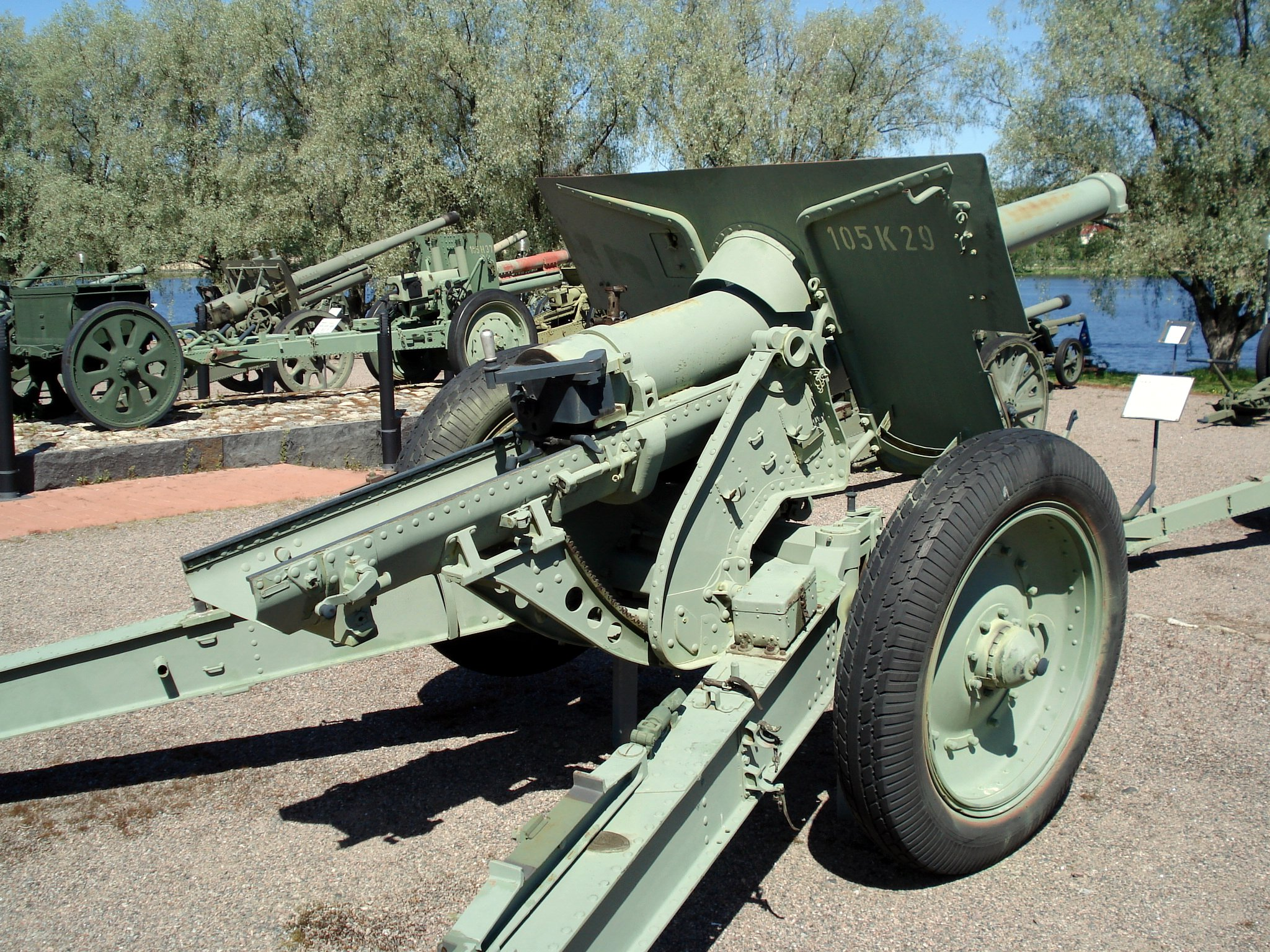
Finnische 105 K/29 im Artilleriemuseum Hämeenlinna
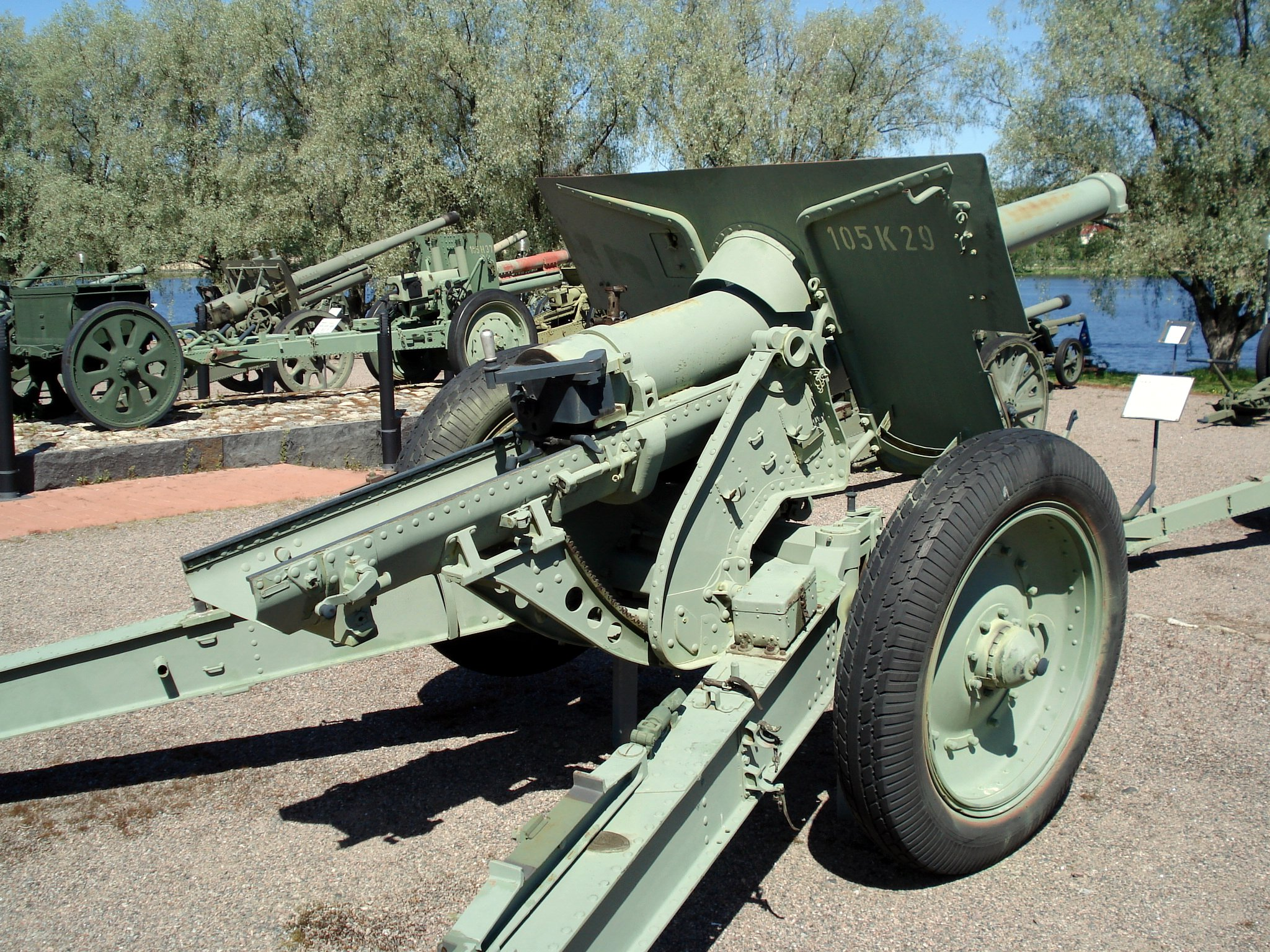
Finnische 105 K/29 im Artilleriemuseum Hämeenlinna
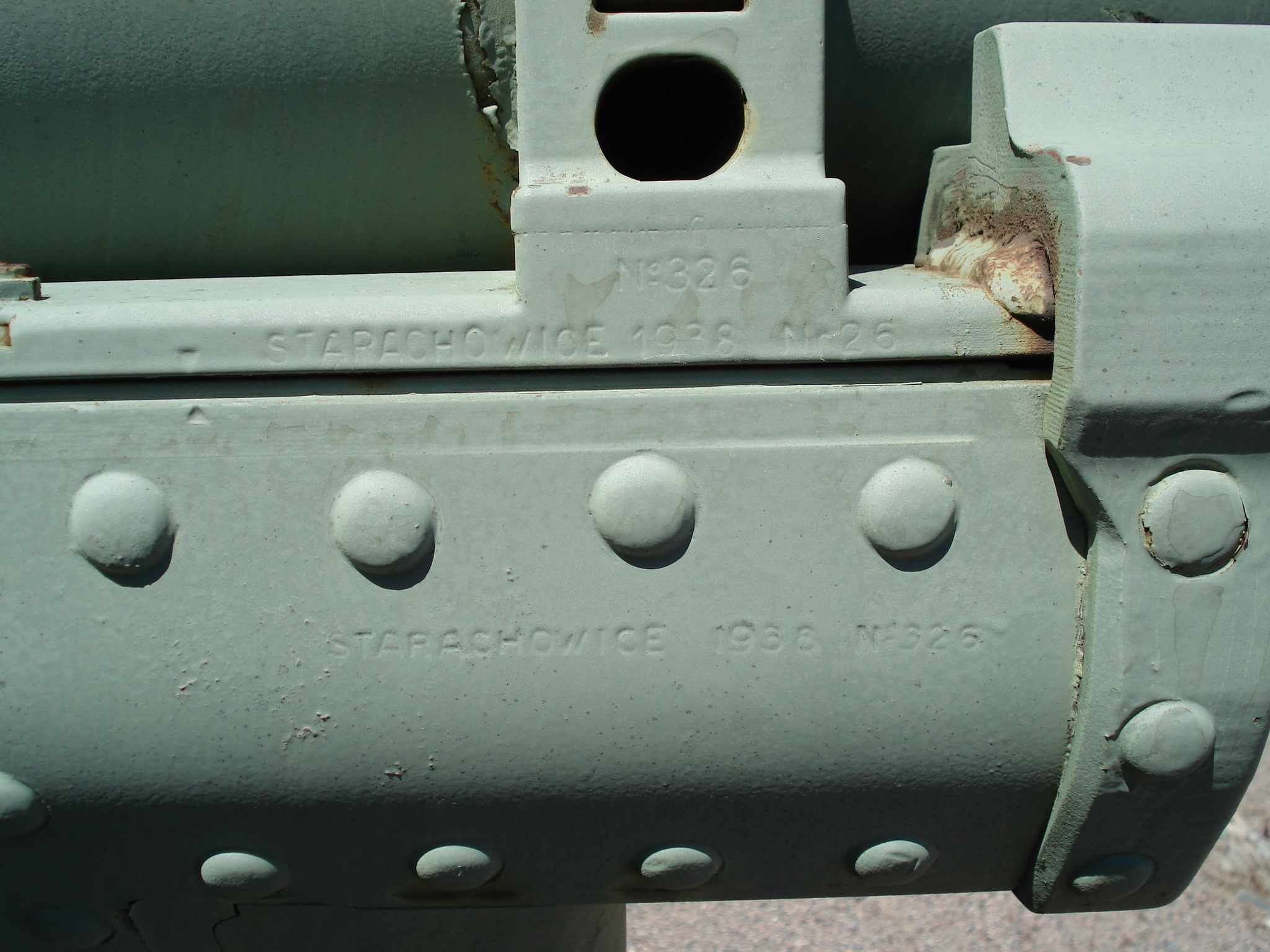
Finnische 105 K/29 im Artilleriemuseum Hämeenlinna
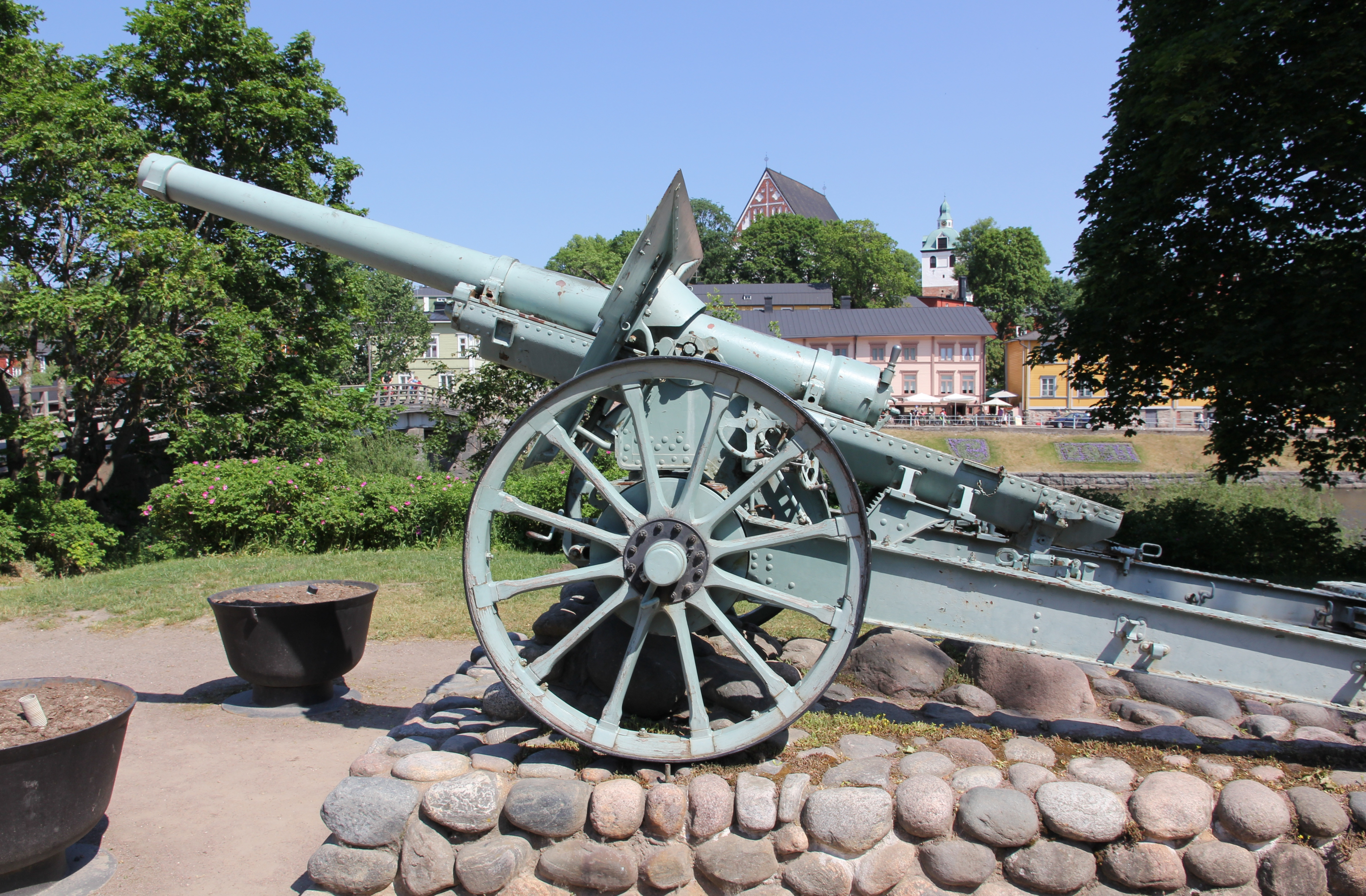
105 K/29 Gedenkstätte des 21. Schweren Artillerie Bataillons in Porvoo/Finnland